# Persone di cognome Volpi
| Questa pagina contiene informazioni ricavate automaticamente dalle voci biografiche con l'ausilio del template Bio e di un bot. L'aggiornamento è periodico e automatico e ricostruisce completamente la pagina. Se manca una persona in questa lista, sei pregato di non aggiungerla, ma accertati piuttosto che la sua voce biografica contenga il template Bio e che i dati anagrafici siano correttamente compilati. Se il template Bio manca, inseriscilo tu stesso o, in alternativa, metti l'avviso {{tmp\|Bio}} che ne segnala la mancanza. Se i dati riportati sono sbagliati, correggi direttamente la voce biografica; le modifiche saranno visibili in questa lista entro pochi giorni. Per chiarimenti vedi il progetto biografie. La lista contiene solo le 48 persone che sono citate nell'enciclopedia e per le quali è stato implementato correttamente il template Bio. Pagina aggiornata al 22 ott 2022. |

Questa è una lista di persone presenti nell'enciclopedia che hanno il cognome Volpi, suddivise per attività principale.

## Allenatori di calcio(1)
- Sergio Volpi, allenatore di calcio e ex calciatore italiano (Orzinuovi, n.1974)

## Arbitri di calcio(1)
- Manuel Volpi, arbitro di calcio italiano (Città della Pieve, n.1988)

## Arcivescovi cattolici(3)
- Giovanni Volpi, arcivescovo cattolico e saggista italiano (Lucca, n.1860 - Roma, † 1931)
- Girolamo Volpi, arcivescovo cattolico italiano (Bari, n.1712 - Roma, † 1798)
- Volpiano Volpi, arcivescovo cattolico italiano (Como, n.1559 - Roma, † 1629)

## Attori(1)
- Franco Volpi, attore italiano (Milano, n.1921 - Roma, † 1997)

## Aviatori(1)
- Francesco Volpi, aviatore italiano (Trento, n.1914 - Trento, † 2019)

## Avvocati(1)
- Giulio Volpi, avvocato, politico e antifascista italiano (Bracciano, n.1877 - Amelia, † 1947)

## Calciatori(8)
- Bruno Volpi, calciatore argentino (Quilmes, n.1993)
- Carlo Volpi, ex calciatore italiano (Sampierdarena, n.1941)
- Carlo Alberto Volpi, calciatore italiano (Abbazia, n.1936)
- Ermenegildo Volpi, ex calciatore italiano (Padova, n.1917)
- Francesco Volpi, calciatore italiano (Canneto sull'Oglio, n.1911)
- Maria Iole Volpi, calciatrice e allenatrice di calcio italiana (Rieti, n.1983)
- Tiago Volpi, calciatore brasiliano (Blumenau, n.1990)
- Tomaso Volpi, calciatore uruguaiano (Artigas, n.1920)

## Cestisti(1)
- Corrado Volpi, ex cestista italiano (Pavia, n.1958)

## Ciclisti su strada(1)
- Primo Volpi, ciclista su strada italiano (Castiglione d'Orcia, n.1916 - Empoli, † 2006)

## Compositori(1)
- Edoardo Volpi Kellermann, compositore e scrittore italiano (Livorno, n.1964)

## Critici cinematografici(1)
- Gianni Volpi, critico cinematografico italiano (Santhià, n.1940 - Torino, † 2013)

## Critici letterari(1)
- Giovanni Antonio Volpi, critico letterario, editore e poeta italiano (Padova, n.1686 - Padova, † 1766)

## Dirigenti sportivi(1)
- Alberto Volpi, dirigente sportivo e ex ciclista su strada italiano (Saronno, n.1962)

## Fantini(1)
- Angelo Volpi, fantino italiano (Lucignano d'Arbia, n.1876 - Monteroni d'Arbia, † 1931)

## Filosofi(1)
- Franco Volpi, filosofo e storico della filosofia italiano (Vicenza, n.1952 - Vicenza, † 2009)

## Ginnasti(1)
- Giulia Volpi, ex ginnasta, ballerina e coreografa italiana (Brescia, n.1970)

## Giornalisti(1)
- Jacopo Volpi, giornalista, conduttore televisivo e telecronista sportivo italiano (Firenze, n.1957)

## Imprenditori(1)
- Gabriele Volpi, imprenditore e dirigente sportivo italiano (Recco, n.1943)

## Medici(1)
- Piero Volpi, medico e ex calciatore italiano (Milano, n.1952)

## Mercanti d'arte(1)
- Elia Volpi, mercante d'arte, antiquario e pittore italiano (Città di Castello, n.1858 - Firenze, † 1938)

## Mezzofondisti(1)
- Franco Volpi, mezzofondista, siepista e allenatore di atletica leggera italiano (Brescia, n.1936 - Brescia, † 2013)

## Militari(2)
- Albino Volpi, militare e criminale italiano (Lodi, n.1889 - Milano, † 1939)
- Ruggero Volpi, militare italiano (Mulazzo, n.1947 - Genova, † 1977)

## Nobili(1)
- Giuseppe Volpi, nobile e letterato italiano (Bitetto, n.1680 - Bari, † 1756)

## Partigiani(2)
- Alfonso Volpi, partigiano e ingegnere italiano (Milano, n.1909 - Grecia, † 1943)
- Umberto Volpi, partigiano e militare italiano (Fara Sabina, n.1892 - Treglia, † 1943)

## Pittori(1)
- Giuliano Volpi, pittore italiano (Clusone, n.1838 - Pontevico, † 1913)

## Poeti(1)
- Armando Volpi, poeta e pittore italiano (Roma, n.1888 - Milano, † 1952)

## Politici(3)
- Alessandro Volpi, politico e accademico italiano (Massa, n.1963)
- Leda Volpi, politica e neurologa italiana (Livorno, n.1979)
- Raffaele Volpi, politico italiano (Pavia, n.1960)

## Produttori cinematografici(1)
- Grazia Volpi, produttrice cinematografica italiana (Pontedera, n.1941 - Viareggio, † 2020)

## Religiosi(1)
- Gaetano Volpi, religioso, editore e scrittore italiano (Padova, n.1689 - Padova, † 1761)

## Schermidori(1)
- Alice Volpi, schermitrice italiana (Siena, n.1992)

## Scrittori(1)
- Giuseppe Rocco Volpi, scrittore italiano (Padova, n.1692 - Roma, † 1746)

## Siepisti(1)
- Roberto Volpi, ex siepista italiano (Firenze, n.1952)

## Storici dell'arte(1)
- Marisa Volpi, storica dell'arte, critica d'arte e scrittrice italiana (Macerata, n.1928 - Roma, † 2015)

## Tenori(1)
- Guido Volpi, tenore italiano (Castelnuovo del Zappa, n.1889 - Cremona, † 1944)

## Vescovi cattolici(1)
- Giovanni Pietro Volpi, vescovo cattolico italiano (Como, n.1585 - Novara, † 1636)